# Orretjärnen (Torrskogs socken, Dalsland, 657343-127564)
Orretjärnen är en sjö i Bengtsfors kommun i Dalsland och ingår i Göta älvs huvudavrinningsområde.